# NOP10
NOP10 (англ. NOP10 ribonucleoprotein) – білок, який кодується однойменним геном, розташованим у людей на 15-й хромосомі. Довжина поліпептидного ланцюга білка становить 64 амінокислот, а молекулярна маса — 7 706.
| 10         |  | 20         |  | 30         |  | 40         |  | 50         |
| ---------- |  | ---------- |  | ---------- |  | ---------- |  | ---------- |
| MFLQYYLNEQ |  | GDRVYTLKKF |  | DPMGQQTCSA |  | HPARFSPDDK |  | YSRHRITIKK |
| RFKVLMTQQP |  | RPVL       |  |            |  |            |  |            |

A: Аланін

C: Цистеїн

D: Аспарагінова кислота

E: Глутамінова кислота

F: Фенілаланін

G: Гліцин

H: Гістидин

I: Ізолейцин

K: Лізин

L: Лейцин

M: Метіонін

N: Аспарагін

P: Пролін

Q: Глутамін

R: Аргінін

S: Серин

T: Треонін

V: Валін

Кодований геном білок за функцією належить до рибонуклеопротеїнів. 
Задіяний у таких біологічних процесах, як процесинг рРНК, біогенез рибосом. 
Локалізований у ядрі.